# Томас Лінкольн
Томас Лінкольн (англ. Thomas Lincoln; 4 квітня 1853, Спрингфілд — 15 липня 1871, Чикаго) — молодший син американського президента Авраама Лінкольна. Протягом усього життя Тед страждав розладом мовлення, що виник унаслідок розщеплення піднебіння. Найтісніші стосунки хлопчика пов'язували з братом Вільямом, разом з яким здобув репутацію «запеклого бешкетника».
Через неприборкану вдачу Томас не відвідував школи аж до смерті батька, не знаходив спільної мови з жодним приватним учителем. Після вбивства президента Лінкольна Тед з матір'ю майже 3 роки провів у Німеччині та Англії, де досягнув значних успіхів у навчанні. Повернувшись з подорожі, в короткім часі захворів й помер у віці 18 літ.

## Біографія

### Ранні роки

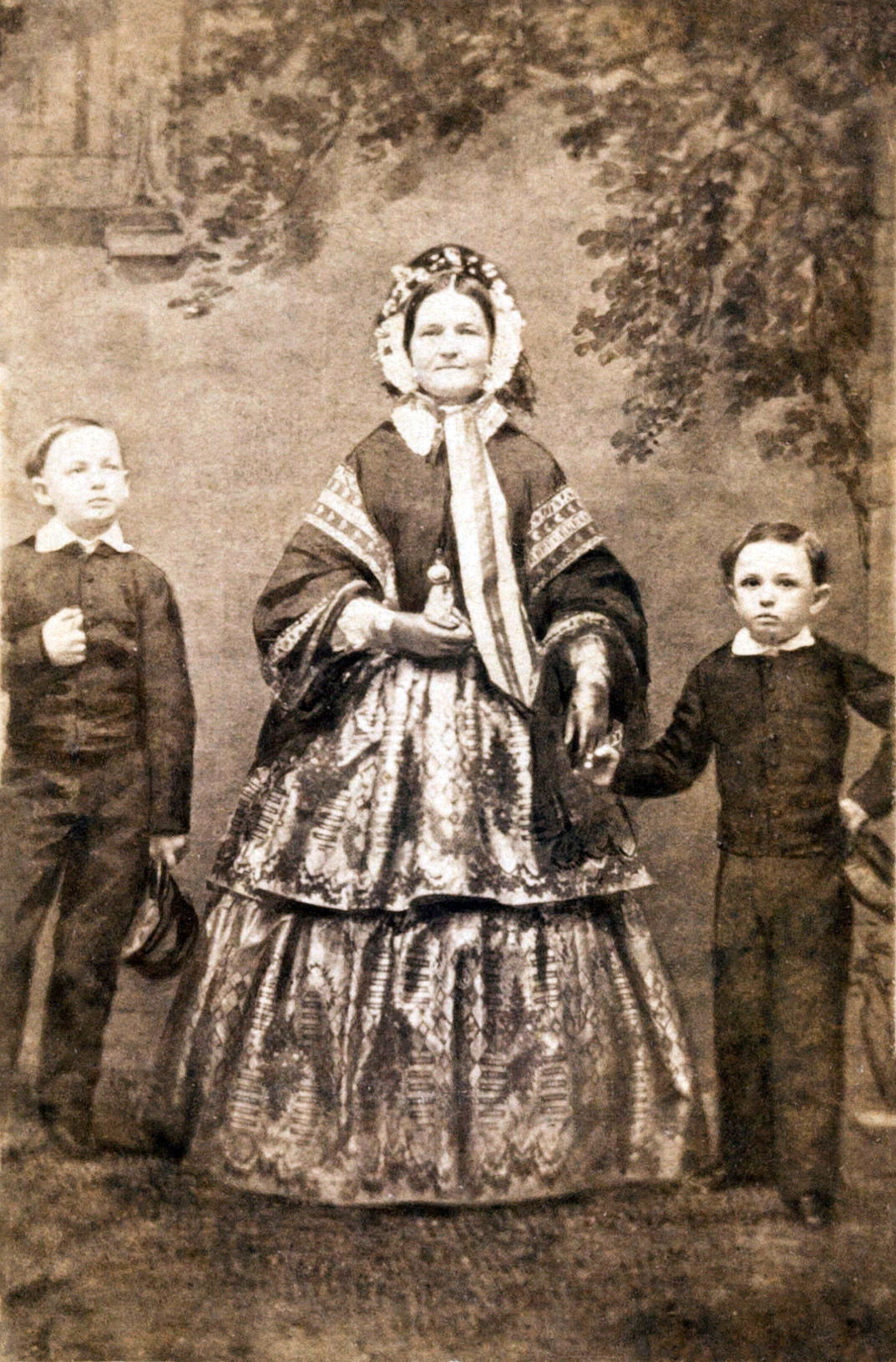
Тед (ліворуч) з матір'ю і братом Віллі 1860

Томас Лінкольн народився 4 квітня 1853 року в Спрингфілді, штат Іллінойс, ставши четвертим і наймолодшим молодшим сином майбутнього президента США Авраама Лінкольна та його дружини Мері Тодд Лінкольн. На той час живими залишилися двоє з трьох його братів — Роберт «Боббі» і Вільям «Віллі», яким виповнилося 10 та 2.5 рр. відповідно, тоді як Едвард «Едді» пішов з життя за 7 літ до цього. Після появи на світ трьох синів пара покладала надії на народження дівчинки: кількома роками пізніше Мері зізнавалась Джулії Тафт Бейн, подрузі дитинства дітей Лінкольнів, що хотіла б мати схожу на неї маленьку дочку.
Новонародженого назвали на честь діда по батькові, Томаса Лінкольна, який помер менш ніж за два роки до народження молодшого онука, проте в родинному колі хлопчика зазвичай називали «Тедом». Таке прізвисько дав йому батько через зовнішність: будучи ще немовлям, Тед мав маленьке тіло і велику голову і, на думку Авраама, був схожий на пуголовка (англ. tadpole). Сам майбутній президент ніколи не називав сина його ім'ям, хоча у Теда, як і у його братів, були зменшувально-пестливі імена — «Том» або «Томмі», воліючи називати хлопчика «Тед» або «Тедді»; причиною такої поведінки Авраама було небажання як-небудь асоціювати сина з померлим батьком. Ця антипатія до власного імені пізніше передалася і Томасу і, за спогадами Джулії Тафт Бейн, сама вона ніколи не називала Теда його реальним ім'ям, крім випадків, коли була зла на нього. Також за спогадами Джулії, через прізвисько повне ім'я Томаса іноді помилково записувалося як Таддеус.
Тед народився з формою розщеплення піднебіння, що викликало у нього проблеми з промовою протягом усього життя: хлопчик шепелявив і вимовляв слова настільки швидко і нерозбірливо, що часто тільки близькі до нього люди могли зрозуміти його. Наприклад, Тед називав охоронця батька Вільяма Крука «Туком». Розщеплення піднебіння сприяло нерівності зубів: Теду було так важко жувати їжу, що їжу для нього готували окремо.
Найбільш близький Тед був з братом Віллі, разом з яким хлопчик заробив репутацію «запеклого бешкетника» ще під час проживання в Спрингфілді: за словами Вільяма Херндон, партнера по адвокатській практиці Авраама Лінкольна, хлопчики могли перевернути адвокатське бюро догори дном, скинувши з полиць книги, тоді як їхній батько, здавалося, не звертав ніякої уваги на їх поведінку.

### Життя в Білому домі

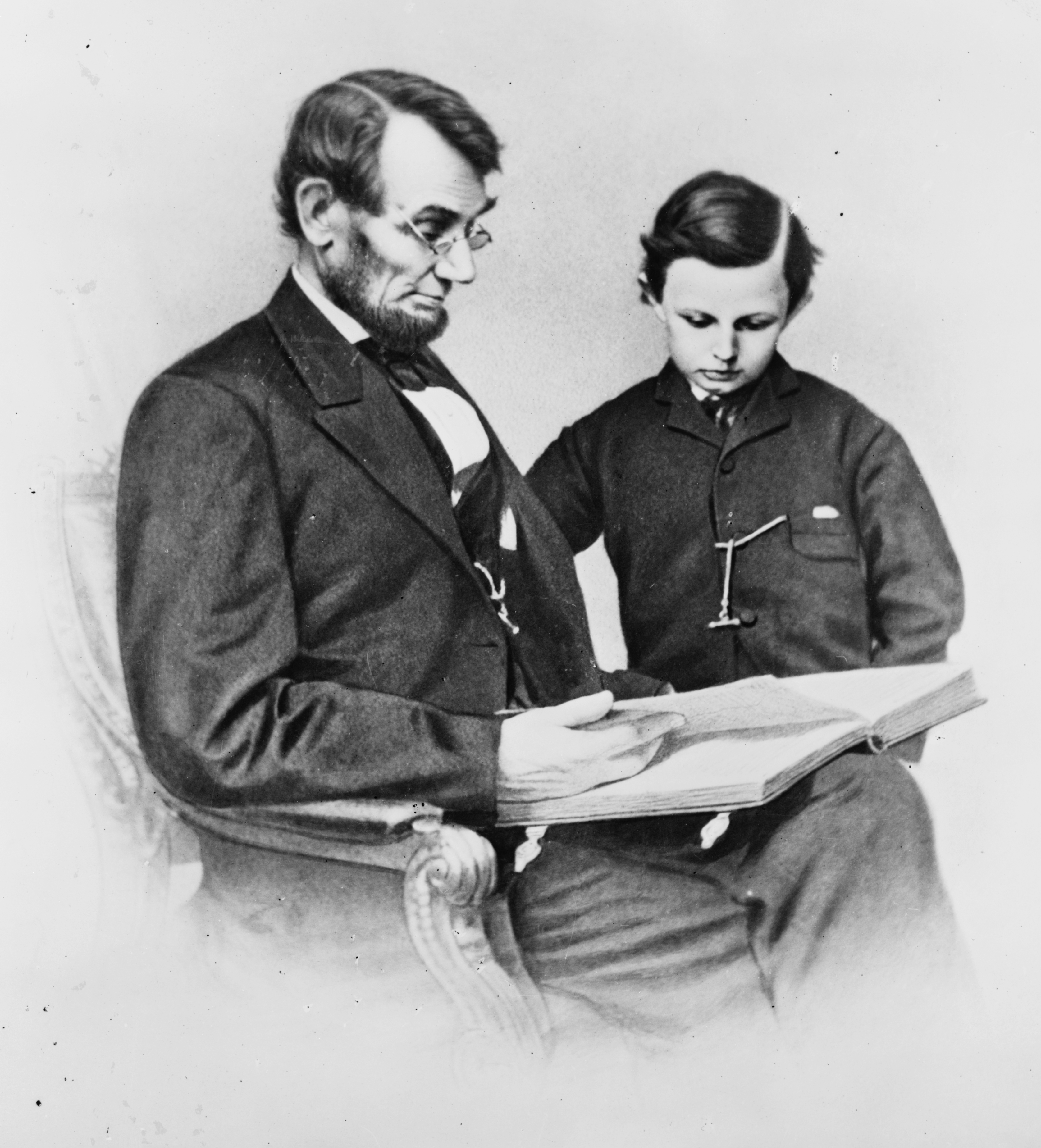
Тед Лінкольн з батьком розглядає фотоальбом, 9 лютого 1864

У березні 1861 року батько Теда, Авраам Лінкольн, став президентом США і разом з родиною переїхав до Білого дому. На прохання матері Теда, Мері, в президентську резиденцію також перевезли Джулію Тафт Бейн і двох її молодших братів — чотирнадцятирічного Гораціо Нельсон «Бад» Тафт-молодшого і дванадцятирічного Гелсі Кука «Голлі» Тафта, які повинні були стати друзями для молодших синів президентського подружжя. У лютому 1862 року Тед і Віллі захворіли черевним тифом і обидва опинилися на межі смерті; 20 лютого Віллі помер, тоді як Тед пішов на поправку. Тед дуже важко переживав смерть брата, а його батьки після того, що сталося стали ще менше стежити за поведінкою молодшого сина.
За життя батька Тед, відомий своєю імпульсивністю і нестримністю, не відвідував школу. Особистий секретар президента Лінкольна Джон Мілтон Гей писав, що численні вчителі, найняті для молодшого сина Авраама, залишали Білий дім у відчаї, так і не домігшись будь-якого успіху. Свавільній поведінці Теда сприяв і той факт, що він мав вільний доступ у будь-яке приміщення Білого дому: хлопчик міг увірватися на зустріч з президентом, загнати в резиденцію якусь тварину і прогнати відвідувачів, щоб побачити батька.
14 квітня 1865 року дванадцятирічний Тед був присутній у театрі Гровера на виставі «Аладдін і чарівна лампа», тоді як його батьки вирушили на виставу «Наш американський двоюрідний брат» в театр Форда. Того вечора батька Теда смертельно поранив прихильник південців Джоном Вілксом Бутом. Коли новина про замах на президента досягла театру Гровера, його керівник публічно оголосив про те, що трапилося. Тед почав панічно кидатися й кричати: «Вони вбили тата! Вони вбили тата!». Хлопчика супроводили назад в Білий дім, хоча його мати благала, щоб Теда доставили до смертного одра батька в Петерсен-хаус; Мері твердила: «Приведіть Теда — він хоче поговорити з Тедом — він так його любить». Вимога першої леді так і не була виконана, і пізно вночі невтішного Теда поклав спати швейцар Білого дому. Президент Лінкольн помер наступного ранку в суботу 15 квітня о 7:22 ранку. Після смерті батька Тед сказав своїй няні: «Тато помер. Не можу повірити, що більше ніколи його не побачу. Тепер я повинен навчитися піклуватися про себе. Так, тато помер, і я зараз просто Тед Лінкольн, маленький Тед, як і інші маленькі хлопчики. Тепер я не син президента. У мене більше не буде подарунків. Ну, я намагатимусь бути гарним хлопчиком і сподіваюся колись відправитися до тата і брата Віллі на небеса».

## Останні роки і смерть
Після вбивства батька Тед з матір'ю і братом Робертом переїхав до Чикаго. Згодом Роберт став жити окремо, а в поведінці Теда відбулися разючі зміни: він став спокійнішим і почав відвідувати школу на Елізабет-стріт. У школі Тед переживав не найкращі часи: дефект мови, викликаний розщепленням піднебіння, викликав насмішки в однокласників Лінкольна, його часто дражнили «заїкою-Тедом»; утім, заїкання Тед зміг перебороти в більш пізні роки. 1868 року Тед з матір'ю покинув Чикаго: Лінкольни провели майже три роки спершу в Німеччині, потім в Англії. Під час цієї подорожі Тед багато часу приділяв вивченню культури та релігії країн, де він побував, але найбільше — навчанню. Роберт, що забезпечував фінансове становище брата, зазначав, що 1868 року він розлучився з маленьким хлопчиком, що страждав від проблем з промовою, а зустрівся в травні 1871 року з упевненим у собі вісімнадцятирічним хлопцем. Навчанням хлопчика в подорожі займався англомовний німець, і Тед, за словами Роберта, прекрасно говорив німецькою, коли повернувся додому, але рідна мова його «була приправлена німецьким акцентом».
Після повернення Лінкольни оселилися в будинку Роберта на Вобеш-авеню. Щасливе возз'єднання сім'ї незабаром було затьмарене кількома нещастями. Спочатку невістку Теда, дружину Роберта Мері Гарлан Лінкольн, викликали до Вашингтона, щоб доглядати за важко хворою матір'ю. Потім, у травні або на початку червня Тед серйозно захворів, ймовірно, ще під час подорожі через Атлантику. Недільного ранку 15 липня 1871 року Тед помер у готелі Кліфтон-хаус у Чикаго. Дослідники називають такі можливі причини смерті Лінкольна-молодшого: туберкульоз, напад плевриту, пневмонію або серцеву недостатність. Прощання з Тедом відбулося в будинку його брата Роберта в Чикаго, потім його тіло переправили в Спрінгфілд і поховали в мавзолеї батька на цвитарі Ок-Рідж. Смерть Теда підірвала душевний стан його матері, що тільки оговталася після вбивства чоловіка, і глибоко засмутила його брата Роберта, який став, зрештою, єдиною дитиною Лінкольнів, що дожила до старості.